# Веролавеккья
Веролаве́ккья (итал. Verolavecchia, ломб. Erölaècia / Eröla / Öröla) — коммуна в Италии, в провинции Брешиа области Ломбардия.
Население составляет 3814 человек, плотность населения составляет 191 чел./км². Занимает площадь 20 км². Почтовый индекс — 25029. Телефонный код — 030.
Покровителями коммуны почитаются святые апостолы Пётр и Павел, празднование 29 июня.